# جفرسون (تگزاس)
جفرسون، تگزاس(به انگلیسی: Jefferson, Texas) شهری در ایالت تگزاس از ایالات جنوبی ایالات متحده آمریکا است. در سرشماری سال ۲۰۰۰، جمعیت این شهر ۲۰۲۴ نفر اعلام شد.